# Segart
Segart è un comune spagnolo nella provincia di Valencia, nella comarca di Camp de Morvedre. Fino alla metà del XX secolo si è chiamato Segart d'Albalat.

## Geografia fisica
Il villaggio è situato ai piedi del Monte Garbi (600 metri) e Puntal de l'Abella (630 metri). Il rilievo è piuttosto irregolare, come si trova sul lato sinistro dell'attuale parco naturale della Sierra Calderona, sul pendio che scende verso il fiume Palancia. Tra le gole ci sono Font del Llavaner, La Meliquet e Segart. Il clima mediamente è tipico delle aree del Mediterraneo, perché, nonostante la sua altitudine, si trova a dieci chilometri dal mare.
La vegetazione è costituita da specie di pino, rosmarino, lentisco, timo e altre.
Si raggiunge questa località, da Valencia, attraverso la A-23, poi nel CV-329.

### Località limitrofe
Serra, Estivella, Albalat dels Tarongers e Náquera tutte le provincia di Valencia.

## Storia
Segart nasce nel IV secolo a.C., come si evince da una ceramica iberica di quel periodo trovata sul Cerro del Castillo, ma deve la sua attuale morfologia urbana al periodo islamico, cui probabilmente appartiene anche il suo castello costruito tra il XII e il XIII secolo, e che oggi è ormai in rovina. Dopo la conquista, il re Giacomo I la donò al Vescovo di Vic, da cui passò ad Adam de Paterna. Successivamente, Pietro il cerimonioso la concesse a Bernat de Ripax e in seguito appartenne a Sagunto, dalla quale divenne indipendente nel 1535 passando ad essere una frazione di Albalat dels Tarongers.
Nel 1846 raggiunse l'indipendenza raggiunto da Albalat dels Tarongers.

## Monumenti e luoghi d'interesse
- Hermitage Segart, piccolo e modesto.
- Chiesa Parrocchiale, è modesto ed è dedicato all'Immacolata Concezione.
- Castello. Muslim Castello, conquistato da Giacomo I. Si tratta di una roccaforte araba costruita intorno al XIII secolo, e situato in cima ad una collina sulla popolazione.

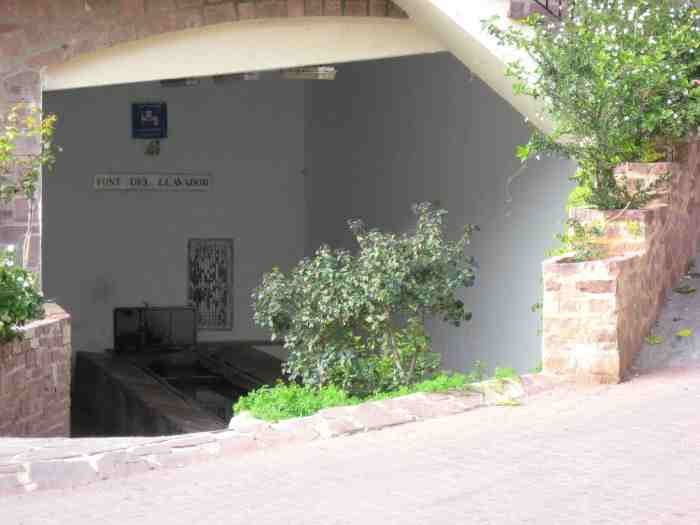
Font del Llavaner

- El Garbí, dalla sua sommità si può vedere una vista spettacolare della costa di Sagunto in Valencia, ma può raggiungere il comune di Segart questa montagna divide i termini della Estivella e Albalat di Taronchers.
- La Mola de Segart, ha un'altitudine di 570 m.
- El Puntal de la Bella, più alta montagna nel Camp Morvedre, con un'altitudine di 630 m.
- Fonte di San Jose, chiamato anche "The Fonteta".
- Fonte di Llavaner.
- Fonte di Salt, c'è una spettacolare cascata nella stagione delle piogge.
- Fonte di San Jaume.
- Fonte di San Carlampio.

## Società

### Evoluzione demografica
Segart ha 188 abitanti INE (2012).
| Evoluzione demografica di Segart tra il 1990 e il 2012 |
| ------------------------------------------------------ |
|                                                        |

## Economia
L'economia è tradizionalmente basata sull'agricoltura. Le colture prevalenti sono oliva, mandorla, carruba, vite e arance. È presente l'allevamento di pecore. Il terreno è lavorato in proprietà. Manca l'industria.

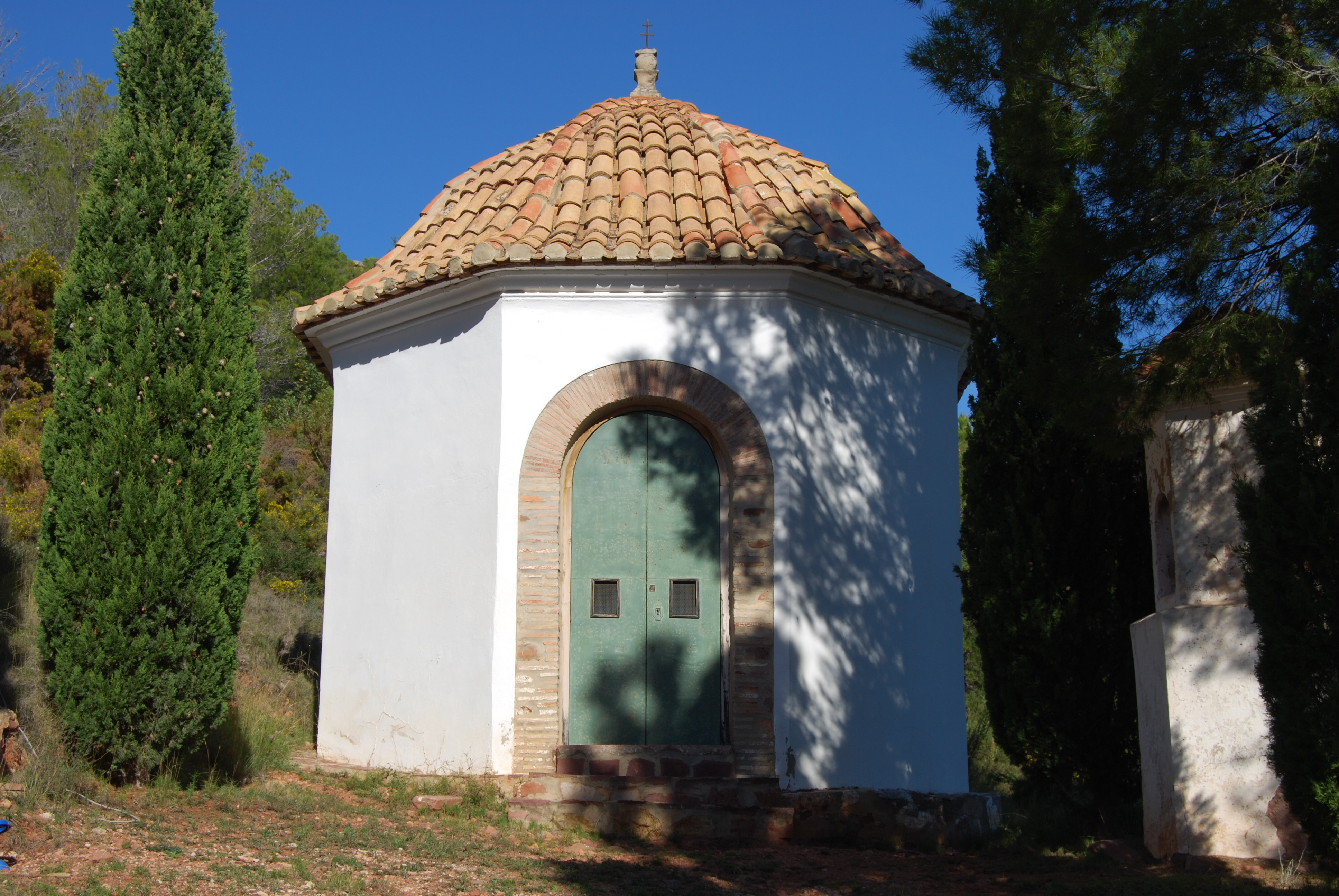
Hermitage Segart